# Valle-di-Rostino
Valle-di-Rostino (kors. A Valle di Rustinu) – miejscowość i gmina we Francji, w regionie Korsyka, w departamencie Górna Korsyka.
Według danych na rok 1990 gminę zamieszkiwały 83 osoby, a gęstość zaludnienia wynosiła 5 osób/km².